# ふたり (橋幸夫のアルバム)
『ふたり』は、1976年9月にビクターレコードより発売された、橋幸夫のLP盤でのオリジナルアルバム（SJX-10163）である。

## 概要
- 発売された1976年は橋のデビュー15周年の翌年にあたり、「15周年という区切りもついたし、新たな気持ちで取り組んだ」LPとしている。また「（従来、LPはシングル集として作成されていたが）この頃にはLP全曲が新曲というオリジナルLPの企画もでてきて、それで私のLP『ふたり』も創られた。」[1]と回想している。
- 帯には「ロマンチックな夢や、楽しい旅に想いをよせて、アット・ホームな雰囲気で綴る」オリジナルアルバムと記されている。
- 作詞は全曲とも夫人の橋凡子、作曲は橋自身である。前々年に夫妻で「小さな寝顔（c/w 子供たちよ）」（SV-2414）を発表しているが、この時は、夫人は「愛なみ」、橋は「風間史郎」のペンネームを使用している[2]。「噂の金四郎（c/w さかずき小唄）」（SVC-2450）も風間史郎名義である。ちなみに、風間史郎は橋が主演したデビュー10周年記念映画『東京⇔パリ 青春の条件』の主人公名である。本アルバムでは夫人も本名、橋も橋幸夫名義を使用している。
- 編曲はいしだかつのり、あかのたちおの二人で6曲ずつ分担している。いしだとは今作が初めて、あかのとは前作アルバム『源氏物語』で共演している。
- 本アルバムからシングルカットされた曲はない。

## 収録曲
A面
1. 羽根があったら
作詞：橋凡子、作曲：橋幸夫、編曲：あかのたちお
2. はだしのままで
作詞：橋凡子、作曲：橋幸夫、編曲：いしだかつのり
3. 恋あそび
作詞：橋凡子、作曲：橋幸夫、編曲：あかのたちお
4. 走馬灯
作詞：橋凡子、作曲：橋幸夫、編曲：いしだかつのり
5. 昨日にさようなら
作詞：橋凡子、作曲：橋幸夫、編曲：いしだかつのり
6. 今、この時を
作詞：橋凡子、作曲：橋幸夫、編曲：あかのたちお

B面　
1. 遠い日の恋人たち
作詞：橋凡子、作曲：橋幸夫、編曲：いしだかつのり
2. 心の手紙
作詞：橋凡子、作曲：橋幸夫、編曲：いしだかつのり
3. みちづれ
作詞：橋凡子、作曲：橋幸夫、編曲：あかのたちお
4. 知っていますか
作詞：橋凡子、作曲：橋幸夫、編曲：あかのたちお
5. その午後私はパリを発った
作詞：橋凡子、作曲：橋幸夫、編曲：あかのたちお
6. あなたにさよなら
作詞：橋凡子、作曲：橋幸夫、編曲：いしだかつのり